# ميلان بيجويفيتش
ميلان بيجويفيتش (بالصربية: Милан Бјегојевић) مواليد 09 أغسطس 1928 في البوسنة والهرسك - الوفاة 02 أكتوبر 2003، كان مدرب كرة سلة صربي ولاعب. بدأ مسيرته الاحترافية في سنة 1947. اعتزل اللعب في 1955. لعب مع نادي ريد ستار لكرة السلة في الدوري الأوروبي لكرة السلة.

## روابط خارجية
- ميلان بيجويفيتش على موقع الاتحاد الدولي لكرة السلة (الإنجليزية)